# Francisco Linares Alcántara
Francisco de Paula Linares Alcántara (* 13. April 1825 in Turmero; † 30. November 1878 in La  Guaira), genannt El Gran Demócrata, war ein venezolanischer General und Politiker und von 1877 bis 1878 Präsident der Republik Venezuela.

## Leben
Linares Alcántara war der Sohn Trinidad Linares und des Generals Francisco de Paula Alcántara. Er begann seine militärische Laufbahn im Kampf gegen den Aufstand von Ezequiel Zamora und Francisco Rangel. Auch unter den Präsidenten José Tadeo Monagas, José Gregorio Monagas und Julián Castro Contreras beteiligte er sich mehrfach an der Niederschlagung von Aufständen. Er nahm von 1858 bis 1863 auf der Seite der liberalen Kräfte am Föderalen Krieg und von 1868 bis 1870 an der Bekämpfung der Blauen Revolution teil.
Seine politische Laufbahn begann Linares Alcántara 1854 als Abgeordneter des Bundesstaates Aragua in der Nationalversammlung Venezuelas. 1873 übertrug ihm Präsident Antonio Guzmán Blanco die Leitung der Exekutive. 1876 kandidierte er gegen den General Hermenegildo G. Zavarce um die Präsidentschaft und wurde 1877 vom Nationalkongress zum Präsidenten gewählt. Unter seiner Präsidentschaft wurden die sterblichen Überreste José María Vargas’ in das Panteón Nacional de Venezuela überführt. Er erließ ein Dekret, das allen politischen Exilanten die Rückkehr nach Venezuela erlaubte, ließ alle politischen Prozesse im Land beenden und bewirkte die Wiedereröffnung des Colegio de Ingenieros de Venezuela und erhielt dafür Anerkennung als El Gran Demócrata. Auf einer Reise nach La Guaira Ende 1878 zog er sich einen Bronchialerkrankung zu, an deren Folgen er binnen weniger Tage starb. Der amtierende Präsident General Jacinto Gutiérrez veranlasste seine Überführung nach Caracas und Beisetzung im Panteón Nacional im Dezember 1878.